# Bombala River
Der Bombala River ist ein Fluss im Südosten des australischen Bundesstaates New South Wales.
Er entspringt an den Südwesthängen des Brown Mountain am Westrand des South-East-Forest-Nationalparks. Der Fluss fließt nach Süden in die Stadt Bombala. Von dort wendet der Bombala River seinen Lauf nach Westen und mündet bei Quidong in den Delegate River.